# Rhamphomyia forcipata
Rhamphomyia forcipata är en tvåvingeart som först beskrevs av Carl von Linné 1761.  Rhamphomyia forcipata ingår i släktet Rhamphomyia och familjen dansflugor.
Artens utbredningsområde är Sverige. Inga underarter finns listade i Catalogue of Life.